# Pulo Ulim
Pulo Ulim is een bestuurslaag in het regentschap Pidie Jaya van de provincie Atjeh, Indonesië. Pulo Ulim telt 777 inwoners (volkstelling 2010).